# Peoria Rivermen
Peoria Rivermen – amerykański klub hokejowy z siedzibą w Peorii działająca w latach 2005–2013, grający w American Hockey League w dywizji zachodniej, konferencji zachodniej. 

## Historia
Drużyna podlegała zespołowi St. Louis Blues oraz posiadała własną filię w ECHL, którą była drużyną Evansville IceMen (w przeszłości podległy był zespół Alaska Aces). W 2013 roku klub został przeniesiony do miejscowości Utica i zmienił nazwę na Utica Comets.
Klub nie osiągnął w swojej historii większych sukcesów. Podczas ośmiu sezonów zespół trzykrotnie awansował do fazy play-off ligi AHL, za każdym razem przegrywając w pierwszej rundzie z zespołem Houston Aeros.
Po relokacji klubu do Uticy, miejscowe środowisko hokejowe postanowiło utrzymać drużynę hokejową w Peorii i od sezonu 2013/2014 zespół o tej samej nazwie rozgrywa mecze w lidze SPHL.

## Przebieg sezonów
| Sezon regularny | Sezon regularny | Sezon regularny | Sezon regularny | Sezon regularny | Sezon regularny | Sezon regularny | Sezon regularny | Sezon regularny     | Playoff                 |
| Sezon           | M               | W               | P               | PDK             | Punkty          | G+              | G-              | Pozycja             | 1. runda                |
| --------------- | --------------- | --------------- | --------------- | --------------- | --------------- | --------------- | --------------- | ------------------- | ----------------------- |
| 2005/06         | 80              | 46              | 26              | 8               | 100             | 253             | 226             | 3. miejsce, West    | P, 0-4, HOU             |
| 2006/07         | 80              | 37              | 33              | 10              | 84              | 221             | 242             | 5. miejsce, West    | Nie zakwalifikowali się |
| 2007/08         | 80              | 38              | 33              | 9               | 85              | 247             | 242             | 7. miejsce, West    | Nie zakwalifikowali się |
| 2008/09         | 80              | 43              | 31              | 6               | 92              | 215             | 211             | 2. miejsce, West    | P, 3:4, HOU             |
| 2009/10         | 80              | 38              | 33              | 9               | 85              | 233             | 248             | 5. miejsce, West    | Nie zakwalifikowali się |
| 2010/11         | 80              | 42              | 30              | 8               | 92              | 223             | 218             | 4. miejsce, West    | P, 0–4, HOU             |
| 2011/12         | 76              | 39              | 33              | 4               | 82              | 217             | 207             | 4. miejsce, Midwest | Nie zakwalifikowali się |
| 2012/13         | 76              | 33              | 35              | 8               | 74              | 183             | 218             | 5. miejsce, Midwest | Nie zakwalifikowali się |

## Zawodnicy
W zespole mecze rozgrywali zawodnicy, którzy później grali w National Hockey League m.in.: Erik Johnson, Chris Holt, Lee Stempniak.